# Diostracus
Diostracus är ett släkte av tvåvingar. Diostracus ingår i familjen styltflugor.

## Dottertaxa tillDiostracus, i alfabetisk ordning[1]
- Diostracus albuginosus
- Diostracus alticola
- Diostracus angustipalpis
- Diostracus antennalis
- Diostracus aristalis
- Diostracus aurifer
- Diostracus auripalpis
- Diostracus auripilosus
- Diostracus baiyunshanus
- Diostracus bisinuatus
- Diostracus brevabdominalis
- Diostracus brevicerus
- Diostracus brevis
- Diostracus burmanicus
- Diostracus chaetodactylus
- Diostracus clavatus
- Diostracus dicercaeus
- Diostracus digitiformis
- Diostracus emeiensis
- Diostracus emotoi
- Diostracus fanjingshanensis
- Diostracus fasciatus
- Diostracus femoratus
- Diostracus fenestratus
- Diostracus filiformis
- Diostracus flavipes
- Diostracus flexus
- Diostracus fulvispinatus
- Diostracus genualis
- Diostracus gymnoscutellatus
- Diostracus henanus
- Diostracus impulvillatus
- Diostracus inornatus
- Diostracus janssonorum
- Diostracus kimotoi
- Diostracus lamellatus
- Diostracus latipennis
- Diostracus leucostomus
- Diostracus lii
- Diostracus longicercus
- Diostracus longicornis
- Diostracus longiunguis
- Diostracus maculatus
- Diostracus magnipalpis
- Diostracus makiharai
- Diostracus malaisei
- Diostracus mchughi
- Diostracus miyagii
- Diostracus morimotoi
- Diostracus naegelei
- Diostracus nakanishii
- Diostracus nebulosus
- Diostracus nepalensis
- Diostracus nigrilineatus
- Diostracus nigripilosus
- Diostracus nishidai
- Diostracus nishiyamai
- Diostracus parvipunctatus
- Diostracus parvus
- Diostracus pennilobatus
- Diostracus prasinus
- Diostracus pretiosus
- Diostracus prolongatus
- Diostracus pulchripennis
- Diostracus punctatus
- Diostracus quadrisetosus
- Diostracus ramulosus
- Diostracus reticulatus
- Diostracus rotundicornis
- Diostracus saigusai
- Diostracus shimai
- Diostracus simplicipes
- Diostracus songxianus
- Diostracus subalpinus
- Diostracus tangalensis
- Diostracus tarsalis
- Diostracus umbrinervis
- Diostracus undulatus
- Diostracus unipunctatus
- Diostracus unisetosus
- Diostracus vitae
- Diostracus wolongensis
- Diostracus yamamotoi
- Diostracus yatai
- Diostracus yukawai
- Diostracus zhangjiajiensis
- Diostracus zlobini